# Matrice D di Wigner
La matrice D di Wigner è una matrice unitaria in una rappresentazione irriducibile dei gruppi SU(2) e SO(3), associati alle rotazioni. Prende il nome da Eugene Wigner, fisico teorico che la introdusse nel 1927. La scelta della lettera D 
per la matrice si deve al suo significato di rappresentazione (Darstellung in tedesco).
Nella teoria quantistica del momento angolare, la 'D' ricopre un ruolo di primaria importanza, che si deve in parte anche al fatto che gli elementi di matrice di Wigner complessi coniugati costituiscono le autofunzioni, espresse nelle variabili angolari di Eulero, dell'Hamiltoniana di rotore rigido con simmetria assiale.

## Definizione
Siano {\displaystyle J_{x}}, {\displaystyle J_{y}}, {\displaystyle J_{z}} i generatori dell'algebra di Lie di SU(2) e SO(3). In meccanica quantistica, questi tre operatori sono componenti di un operatore vettoriale noto come momento angolare. Esempi sono dati dal momento angolare orbitale di un elettrone in un atomo, dal suo spin e dal momento angolare di un rotore rigido.
In tutti i casi, i tre operatori soddisfano le seguienti relazioni di commutazione,
{\displaystyle [J_{x},J_{y}]=iJ_{z},\quad [J_{z},J_{x}]=iJ_{y},\quad [J_{y},J_{z}]=iJ_{x},}
ove i l'unità immaginaria e la costante di Plack ridotta ħ è stata posta uguale a 1. L'operatore invarainte di Casimir
{\displaystyle J^{2}=J_{x}^{2}+J_{y}^{2}+J_{z}^{2}}
commuta con tutti i generatori dell'algebra di Lie. Pertanto, può essere diagonalizzato insieme a {\displaystyle J_{z}}.
Cio' definisce la base sferica impiegata qui.  Esiste, pertanto un insieme completo di kets, ovvero una base ortonormale di autovettori comuni denotati con numeri quantici che definisce gli autovalori con
{\displaystyle J^{2}|jm\rangle =j(j+1)|jm\rangle ,\quad J_{z}|jm\rangle =m|jm\rangle ,}
ove j = 0, 1/2, 1, 3/2, 2, ... per SU(2), e j = 0, 1, 2, ... per SO(3). In ambo i casi, {\displaystyle m}= −j ,−j + 1 , ..., {\displaystyle j} .
Un operatore di rotazione tridimensionale puo' essere scritto come
{\displaystyle {\mathcal {R}}(\alpha ,\beta ,\gamma )=e^{-i\alpha J_{z}}e^{-i\beta J_{y}}e^{-i\gamma J_{z}},}
ove α, β, γ sono angoli di Eulero, caratterizzati dalla convenzione z-y-z convention, terna d'assi destrogira, rotazione antioraria e interpretazione attiva.
La matrice 'D' di Wigner è, dunque, una matrice quadrata unitaria di dimensione 2j + 1 in questa base sferica con elementi
{\displaystyle D_{m'm}^{j}(\alpha ,\beta ,\gamma )\equiv \langle jm'|{\mathcal {R}}(\alpha ,\beta ,\gamma )|jm\rangle =e^{-im'\alpha }d_{m'm}^{j}(\beta )e^{-im\gamma },}
ove
{\displaystyle d_{m'm}^{j}(\beta )=\langle jm'|e^{-i\beta J_{y}}|jm\rangle =D_{m'm}^{j}(0,\beta ,0)}
è un elemento della matrice ortogonale  d-minuscola di Wigner.
Ovvero, in questa base, 
{\displaystyle D_{m'm}^{j}(\alpha ,0,0)=e^{-im'\alpha }\delta _{m'm}}
è diagonale, come il fattore matriciale γ, ma diversamente dal fattore β.

## Matrice d-minuscola
Per la matrice d-minuscola, Wigner ottenne l'espressione seguente
{\displaystyle d_{m'm}^{j}(\beta )=[(j+m')!(j-m')!(j+m)!(j-m)!]^{\frac {1}{2}}\sum _{s=s_{\mathrm {min} }}^{s_{\mathrm {max} }}\left[{\frac {(-1)^{m'-m+s}\left(\cos {\frac {\beta }{2}}\right)^{2j+m-m'-2s}\left(\sin {\frac {\beta }{2}}\right)^{m'-m+2s}}{(j+m-s)!s!(m'-m+s)!(j-m'-s)!}}\right].}
La somma su s corre su valori tali per cui i fattoriali implicati nella definizione della d-minuscola sono non negativi, ovvero {\displaystyle s_{\mathrm {min} }=\mathrm {max} (0,m-m')}, {\displaystyle s_{\mathrm {max} }=\mathrm {min} (j+m,j-m')}.
Gli elementi della matrice d-minuscola sono reali. D'altro canto, nella convenzione 'z-x-z' per gli angoli di Eulero, il fattore {\displaystyle (-1)^{m'-m+s}} in questa formula è sostituito da {\displaystyle (-1)^{s}i^{m-m'}}, rendendo così la metà della degli elementi della matrice d-minuscola puramente immaginaria. La realtà di quest'ultima è una delle ragioni per preferire la convenzione 'z-y-z', adottata nel presente articolo, così come in numerose applicazioni quantomeccaniche.

## Relazioni di ortogonalità
Gli elementi della matrice D di Wigner {\displaystyle D_{mk}^{j}(\alpha ,\beta ,\gamma )} formano un insieme di funzioni ortogonali degli angoli di Eulero {\displaystyle \alpha ,\beta ,} e {\displaystyle \gamma }:
{\displaystyle \int _{0}^{2\pi }d\alpha \int _{0}^{\pi }d\beta \sin \beta \int _{0}^{2\pi }d\gamma \,\,D_{m'k'}^{j'}(\alpha ,\beta ,\gamma )^{\ast }D_{mk}^{j}(\alpha ,\beta ,\gamma )={\frac {8\pi ^{2}}{2j+1}}\delta _{m'm}\delta _{k'k}\delta _{j'j}.}
Questo è un caso speciale delle relazioni di ortogonalità di Schur.
Inoltre, grazie al teorema di Peter–Weyl, gli elementi di D formano un insieme completo.
Il fatto che {\displaystyle D_{mk}^{j}(\alpha ,\beta ,\gamma )} sono gli elementi di matrice di una trasformazione unitaria da una base sferica  {\displaystyle |lm\rangle } a un'altra {\displaystyle {\mathcal {R}}(\alpha ,\beta ,\gamma )|lm\rangle }è rappresentato dalle relazioni:
{\displaystyle \sum _{k}D_{m'k}^{j}(\alpha ,\beta ,\gamma )^{*}D_{mk}^{j}(\alpha ,\beta ,\gamma )=\delta _{m,m'},}
{\displaystyle \sum _{k}D_{km'}^{j}(\alpha ,\beta ,\gamma )^{*}D_{km}^{j}(\alpha ,\beta ,\gamma )=\delta _{m,m'}.}
I caratteri per il gruppo SU(2) dipendono solo dall'angolo di rotazione β, essendo funzioni di classe, dunque indipendenti dall'asse di rotazione,
{\displaystyle \chi ^{j}(\beta )\equiv \sum _{m}D_{mm}^{j}(\beta )=\sum _{m}d_{mm}^{j}(\beta )={\frac {\sin \left({\frac {(2j+1)\beta }{2}}\right)}{\sin \left({\frac {\beta }{2}}\right)}},}
e, conseguentemente soddisfano relazioni di ortogonalità più semplici, attraverso la Misura di Haar del gruppo
{\displaystyle {\frac {1}{\pi }}\int _{0}^{2\pi }d\beta \sin ^{2}\left({\frac {\beta }{2}}\right)\chi ^{j}(\beta )\chi ^{j'}(\beta )=\delta _{j'j}.}
La relazione di completezza è data da (cfr. Eq. (3.95) in)
{\displaystyle \sum _{j}\chi ^{j}(\beta )\chi ^{j}(\beta ')=\delta (\beta -\beta '),}
ove, per {\displaystyle \beta '=0,}
{\displaystyle \sum _{j}\chi ^{j}(\beta )(2j+1)=\delta (\beta ).}

## Lista di elementi della matrice d
Avvalendosi della convenzione sul segno di Wigner, si ottengono gli elementi della matrice d, {\displaystyle d_{m'm}^{j}(\theta )},
per j = 1/2, 1, 3/2, e 2 di seguito riportati.
Per j = 1/2
{\displaystyle {\begin{aligned}d_{{\frac {1}{2}},{\frac {1}{2}}}^{\frac {1}{2}}&=\cos {\frac {\theta }{2}}\\[6pt]d_{{\frac {1}{2}},-{\frac {1}{2}}}^{\frac {1}{2}}&=-\sin {\frac {\theta }{2}}\end{aligned}}}
Per j = 1
{\displaystyle {\begin{aligned}d_{1,1}^{1}&={\frac {1}{2}}(1+\cos \theta )\\[6pt]d_{1,0}^{1}&=-{\frac {1}{\sqrt {2}}}\sin \theta \\[6pt]d_{1,-1}^{1}&={\frac {1}{2}}(1-\cos \theta )\\[6pt]d_{0,0}^{1}&=\cos \theta \end{aligned}}}
Per j = 3/2
{\displaystyle {\begin{aligned}d_{{\frac {3}{2}},{\frac {3}{2}}}^{\frac {3}{2}}&={\frac {1}{2}}(1+\cos \theta )\cos {\frac {\theta }{2}}\\[6pt]d_{{\frac {3}{2}},{\frac {1}{2}}}^{\frac {3}{2}}&=-{\frac {\sqrt {3}}{2}}(1+\cos \theta )\sin {\frac {\theta }{2}}\\[6pt]d_{{\frac {3}{2}},-{\frac {1}{2}}}^{\frac {3}{2}}&={\frac {\sqrt {3}}{2}}(1-\cos \theta )\cos {\frac {\theta }{2}}\\[6pt]d_{{\frac {3}{2}},-{\frac {3}{2}}}^{\frac {3}{2}}&=-{\frac {1}{2}}(1-\cos \theta )\sin {\frac {\theta }{2}}\\[6pt]d_{{\frac {1}{2}},{\frac {1}{2}}}^{\frac {3}{2}}&={\frac {1}{2}}(3\cos \theta -1)\cos {\frac {\theta }{2}}\\[6pt]d_{{\frac {1}{2}},-{\frac {1}{2}}}^{\frac {3}{2}}&=-{\frac {1}{2}}(3\cos \theta +1)\sin {\frac {\theta }{2}}\end{aligned}}}
Per j = 2
{\displaystyle {\begin{aligned}d_{2,2}^{2}&={\frac {1}{4}}\left(1+\cos \theta \right)^{2}\\[6pt]d_{2,1}^{2}&=-{\frac {1}{2}}\sin \theta \left(1+\cos \theta \right)\\[6pt]d_{2,0}^{2}&={\sqrt {\frac {3}{8}}}\sin ^{2}\theta \\[6pt]d_{2,-1}^{2}&=-{\frac {1}{2}}\sin \theta \left(1-\cos \theta \right)\\[6pt]d_{2,-2}^{2}&={\frac {1}{4}}\left(1-\cos \theta \right)^{2}\\[6pt]d_{1,1}^{2}&={\frac {1}{2}}\left(2\cos ^{2}\theta +\cos \theta -1\right)\\[6pt]d_{1,0}^{2}&=-{\sqrt {\frac {3}{8}}}\sin 2\theta \\[6pt]d_{1,-1}^{2}&={\frac {1}{2}}\left(-2\cos ^{2}\theta +\cos \theta +1\right)\\[6pt]d_{0,0}^{2}&={\frac {1}{2}}\left(3\cos ^{2}\theta -1\right)\end{aligned}}}
Gli elementi della matrice d di Wigner con pedici invertiti si ottengono mediante la relazione seguente,
{\displaystyle d_{m',m}^{j}=(-1)^{m-m'}d_{m,m'}^{j}=d_{-m,-m'}^{j}.}

## Simmetrie e casi particolari
{\displaystyle {\begin{aligned}d_{m',m}^{j}(\pi )&=(-1)^{j-m}\delta _{m',-m}\\[6pt]d_{m',m}^{j}(\pi -\beta )&=(-1)^{j+m'}d_{m',-m}^{j}(\beta )\\[6pt]d_{m',m}^{j}(\pi +\beta )&=(-1)^{j-m}d_{m',-m}^{j}(\beta )\\[6pt]d_{m',m}^{j}(2\pi +\beta )&=(-1)^{2j}d_{m',m}^{j}(\beta )\\[6pt]d_{m',m}^{j}(-\beta )&=d_{m,m'}^{j}(\beta )=(-1)^{m'-m}d_{m',m}^{j}(\beta )\end{aligned}}}